# Dêmades
Dêmades (ca. 380 a.C. – 319 a.C.) foi um orador e diplomata ateniense. Nasceu numa família humilde e ascendeu até se tornar um político de influência, através dos seus discursos poderosos e de uma enorme perspicácia para entender a vontade do povo.
Logo após a destruição de Tebas por Alexandre, este enviou mensageiros a Atenas demandando a entrega de dez líderes políticos que haviam se oposto a ele; os mais proeminentes destes líderes eram Demóstenes e Licurgo. Phocion, cognominado "o Bom", lembrou os sacrifícios de Leos e Jacinto, lembrando que os homens deviam aceitar a morte com alegria, para salvar seu país de desastre, e chamou de covardes os que não queriam entregar suas vidas pela sua cidade. Em seguida discursaram Demóstenes e Dêmades, este influenciado por um suborno de cinco talentos dos partidários de Demóstenes, e conseguiram evitar o sacrifício. Uma delegação foi enviada a Alexandre, liderada por Dêmades, incluindo um pedido de ajuda a favor dos refugiados tebanos, para que Atenas pudesse dar refúgio a eles. Dêmades teve sucesso nesta missão por causa da eloquência de suas palavras, e conseguiu que Alexandre perdoasse os homens, e atendesse às outras demandas dos atenienses.
Cláudio Eliano conta que Dêmades propôs à Assembleia de Atenas que Alexandre fosse deificado, tornando-se o décimo-terceiro deus. Em uma atitude elogiada por Eliano, a Assembleia não aceitou esta impiedade, e ainda multou Dêmades em cem talentos.
A opinião de Pausânias sobre Dêmades é ainda mais crítica que Eliano: Pausânias o classifica como traidor. Após a derrota dos gregos em Lamia, em que Leóstenes morreu, Antípatro, para voltar logo para a Ásia, queria fazer logo a paz com gregos, sem se importar se Atenas e o resto da Grécia permanecessem livres. Dêmades e outros traidores de Atenas, porém, o convenceram a não ser gentil com os gregos, e, ao colocar medo nos atenienses, foram a causa de guarnições macedônias serem colocadas em Atenas e na maioria das outras cidades.